# Emanuel Jardim Fernandes
Emanuel Jardim Fernandes (ur. 21 stycznia 1944 w Seixal, zm. 13 sierpnia 2025) – portugalski polityk, prawnik, samorządowiec, w latach 2004–2009 eurodeputowany VI kadencji.

## Życiorys
Ukończył magisterskie studia prawnicze, w 1969 uzyskał uprawnienia adwokata. Od 1971 był dyrektorem różnych przedsiębiorstw. Pełnił kierownicze funkcje w jednym z towarzystw ubezpieczeń wzajemnych.
Przystąpił do Partii Socjalistycznej, w latach 1990–1993 i w 1996 był jej przewodniczącym w Regionie Autonomicznym Madery. W latach 1976–2000 był deputowanym Zgromadzenia Ustawodawczego Madery, od 1996 pełnił funkcję jego wiceprzewodniczącego. Zasiadał także w radzie miejskiej w Funchal (1989–1991). W 1983 i 1992 wybierany do Zgromadzenia Republiki.
W 2004 uzyskał mandat posła do Parlamentu Europejskiego z ramienia PS. Był członkiem grupy socjalistycznej, pracował m.in. w Komisji Transportu i Turystyki oraz w Komisji Rybołówstwa. W PE zasiadał do 2009.